# Mise en abyme

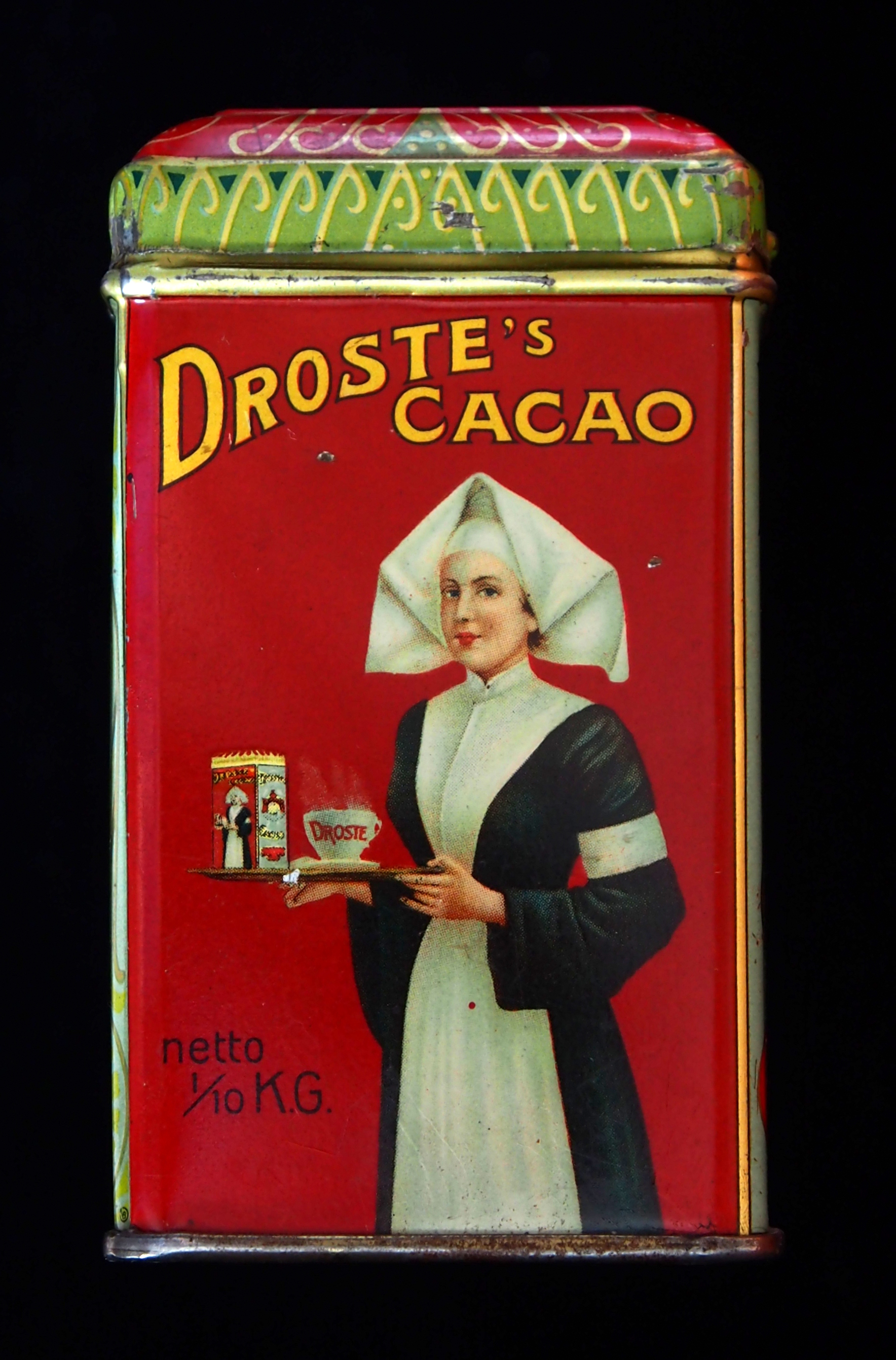
De Droste-verpleegster

Mise en abyme (soms mise en abîme gespeld) is een methode om een literair of visueel werk in een ander werk van dezelfde soort weer te geven. Het ene 'beeld' wordt als het ware binnen het andere ingebed. Voorbeelden hiervan zijn het bekende cacaomeisje van Droste, dat op de verpakking van Droste een dienblad ophoudt met daarop dezelfde verpakking van Droste waarop een meisje te zien is dat een dienblad ophoudt enzovoort (het zogeheten droste-effect), en de raamvertelling "The Canterbury Tales".

## Narratologie
In de literaire theorie heeft mise en abyme (letterlijk: "plaatsing in de afgrond") betrekking op het raamverhaal: verhalen die in verhalen worden geplaatst. Hierbij moet dus onderscheid gemaakt worden tussen verschillende vertelniveaus. Deze term is, samen met begrippen als vertelinstantie en focalisatie, afkomstig van de Franse literatuurwetenschapper Gérard Genette. Hij onderscheidde verschillende vertelniveaus en deze terminologie wordt gebruikt om uit te leggen hoe een vertelling gestructureerd en georganiseerd is.

### Extradiëgetisch niveau
Een raamvertelling begint met het situeren van de personages op een bepaald niveau waarop de vertelling plaatsvindt: het extradiëgetisch niveau, waarbij diëgese slaat op de vertelling zelf. Een voorbeeld maakt dit duidelijk: in The Canterbury Tales komen de pelgrims aan het begin van de vertelling samen in herberg the Tabard Inn om een tocht te ondernemen naar het graf van de heilige Thomas Becket. Ze besluiten om onderweg een wedstrijd verhalen vertellen te houden. In de vertelling zitten we nog steeds op het extradiëgetisch niveau, dat eigenlijk niet echt deel uitmaakt van het verhaal. Het schept gewoon de situatie, een raamwerk om de verhalen te kunnen vertellen waar het echt om gaat.

### Intradiëgetisch niveau
Wanneer de personages hun verhaal vertellen zitten we telkens in een verhaal binnen een verhaal, op het intradiëgetisch niveau, vaak gewoon afgekort als diëgetisch niveau. In The Canterbury Tales is bijvoorbeeld The Miller's Tale een vertelling op intradiëgetisch niveau.

### Hypodiëgetisch niveau
Als nu een van de personages die aan het woord is, vertelt dat hij iemand tegenkwam met een verhaal, dan wordt het... een verhaal in een verhaal in een verhaal. Dit derde niveau heeft ook een naam: het hypodiëgetisch niveau. Het volgende niveau (een verhaal in een verhaal in een verhaal in een verhaal) is dan het hypo-hypo-diëgetisch niveau en zo kan het nog wel een tijdje verder gaan. De situatie waar de lezer dan in zit is vergelijkbaar met het zogenoemde droste-effect.

## Voorbeelden uit literatuur en theater
- Zowel in Symposium als in Phaedo van de Griekse filosoof Plato is er een verhaal in een verhaal.
- In Mary Shelleys Frankenstein komt op een gegeven moment het verhaal van een poolonderzoeker over Victor Frankenstein voor, welke dan weer zelf het verhaal vertelt van zijn schepping, waarna het monster vertelt hoe het stiekem een gezin begluurt dat in een hutje woont.
- Zowel in Hamlet als in Een midzomernachtsdroom van Shakespeare voert een theatergezelschap een voorstelling op: een theater in een theater dus. Dit komt ook voor in Het spook van de opera.
- In de Tweelingentrilogie van Ágota Kristóf hebben de eerste ("Het dikke schrift") en het tweede boek ("Het bewijs") verborgen vertellers, die in het eerste deel van het derde boek ("De derde leugen") een ik-verteller blijkt te zijn. Het laatste deel is weer een ingebed verhaal.

## Voorbeelden uit film en televisie
- Lady in the Lake begint met een anonieme vertelinstantie die de kijker Philip Marlowe voorstelt. Marlowe kijkt in de camera en zegt dat hij de zaak van The Lady in the Lake zal vertellen.
- In de Japanse film Rashomon (1950) wordt het verhaal -het oplossen van de moord op een samoerai- verteld met gebruikmaking van een flashback binnen een flashback: wat de getuigen vertellen wordt naverteld door een houtsnijder.
- Synecdoche, New York is een film van Charlie Kaufman uit 2008. Caden Cotard, een directeur van een onbetekenend theatertje in een New Yorkse buitenwijk, wil nog voor hij sterft het absolute kunstwerk creëren. Hij trekt met enkele acteurs naar een magazijn en geeft hun de opdracht een gewoon leven te leiden in een maquette die de stad voorstelt.

## Voorbeelden uit wiskunde en informatica
- De compiler van de programmeertaal C is geschreven in C.

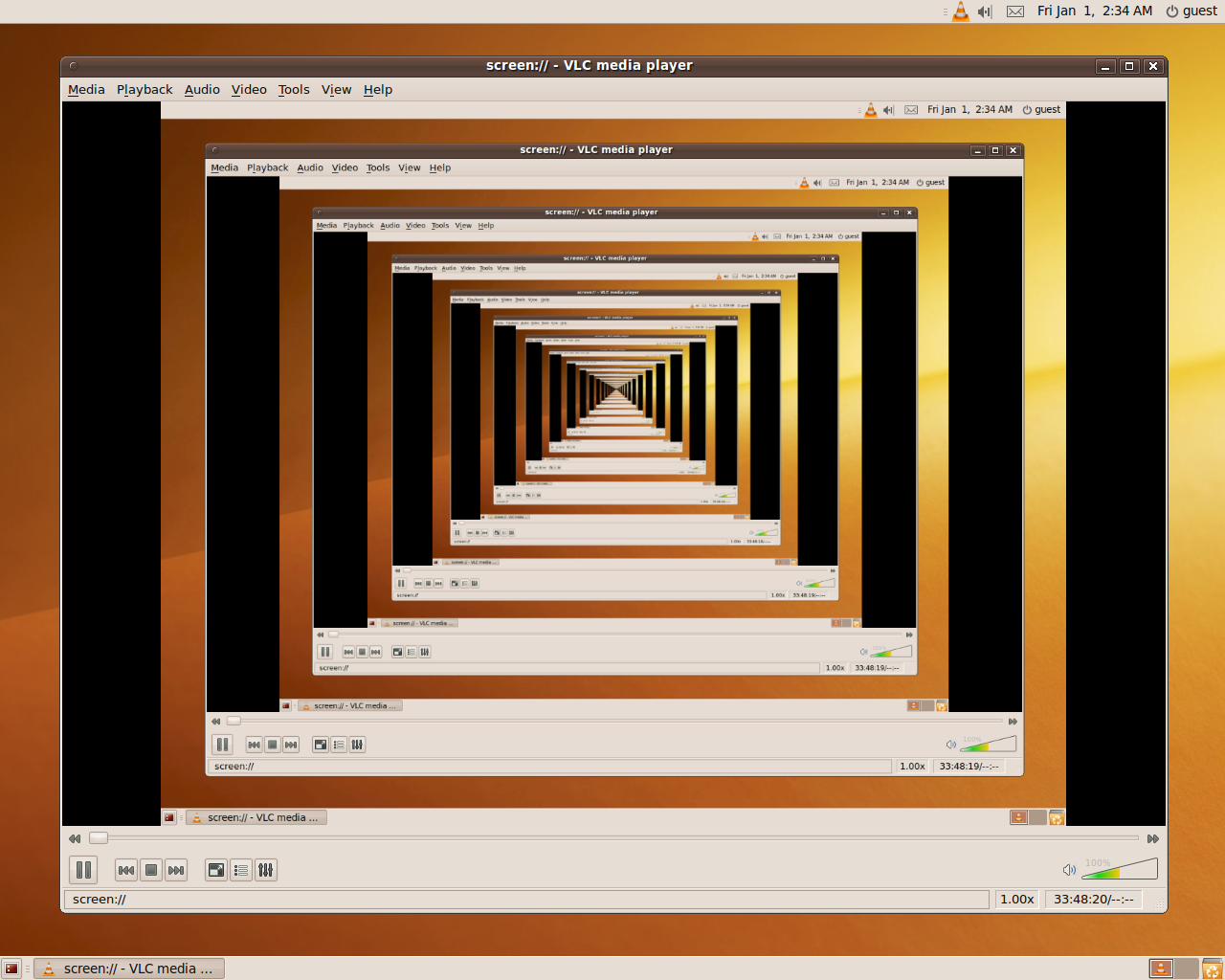
Recursie met een aantal screenhots die in elkaar passen

Mise en abyme met regelmatige achthoeken

## Voorbeelden uit de visuele kunsten

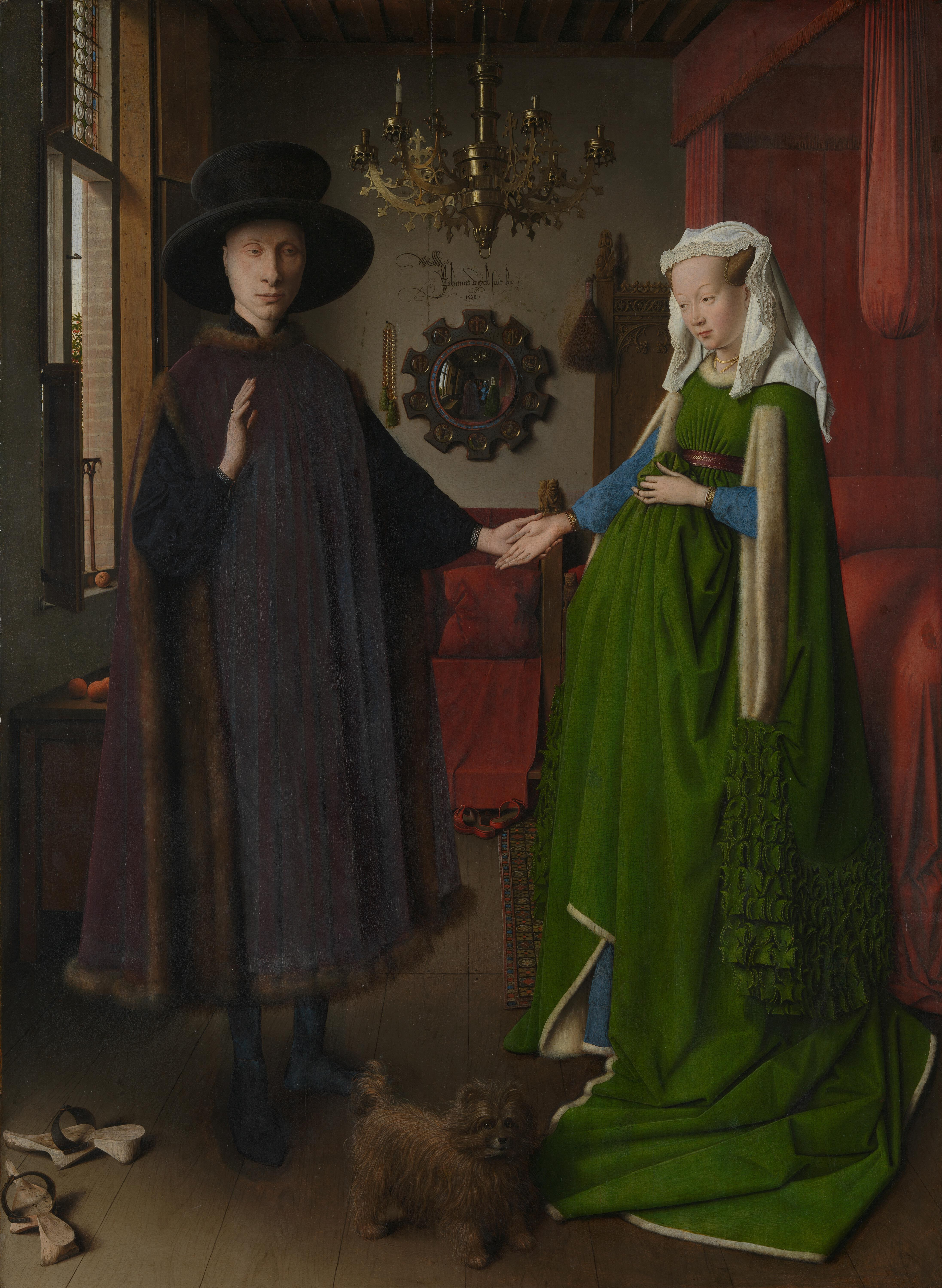
Portret van Giovanni Arnolfini en zijn vrouw door Jan van Eyck, 1434. Het tafereel wordt herhaald in de spiegel.